# Hanfried Lenz
Hanfried Lenz (Munique, 22 de abril de 1916 — Berlim, 1 de junho de 2013) foi um matemático alemão.

## Obras
- Vorlesungen über projektive Geometrie. Akademische Verlagsgesellschaft Geest und Portig Leipzig 1965.
- Grundlagen der Elementarmathematik. VEB Verlag der Wissenschaften 1961. 3. Auflage: Hanser 1976.
- Nichteuklidische Geometrie. BI Hochschultaschenbuch 1967.
- mit Thomas Beth, Dieter Jungnickel: Design Theory. Bibliographisches Institut, Mannheim 1985.
- Kleiner Desarguescher Satz und Dualität in projektiven Ebenen. Jahresbericht DMV 1954. Lenz-Barlotti Klassifikation (online)
- Über die Einführung einer absoluten Polarität in die projektive und affine Geometrie des Raumes. Mathematische Annalen. Band 128, 1954, S. 363. (online)
- Zur Definition der Flächen zweiter Ordnung. Mathematische Annalen. Band 131. 1956, S. 385. (online)
- Halbdrehungen im Raum. Mathematische Zeitschrift. Band 78. 1962, S. 410. (online)
- Zur Axiomatik der ebenen euklidischen Geometrie. Elemente der Mathematik. Band 22, 1966. (online)
- Mehr Glück als Verstand. München 2002, Eigenverlag (Books on Demand). ISBN 3-8311-3618-1